# 金山街道 (镇江市)
金山街道，是中国江苏省镇江市润州区下辖的一个街道。2005年，由原来的京畿路街道和中华路街道合并成立，驻地设在伯先路1号，下辖11个社区：迎江路社区、鱼巷社区、同德里社区、京口闸社区、姚一湾社区、小街社区、京畿路社区、黑桥社区、火星庙巷社区、三元巷社区、风车山社区。